# Kabupaten de Bulungan
Le kabupaten de Bulungan, en indonésien Kabupaten Bulungan, est un kabupaten de la province indonésienne de Kalimantan du Nord dans l'île de Bornéo. Son chef-lieu est Tanjung Selor.

## Histoire

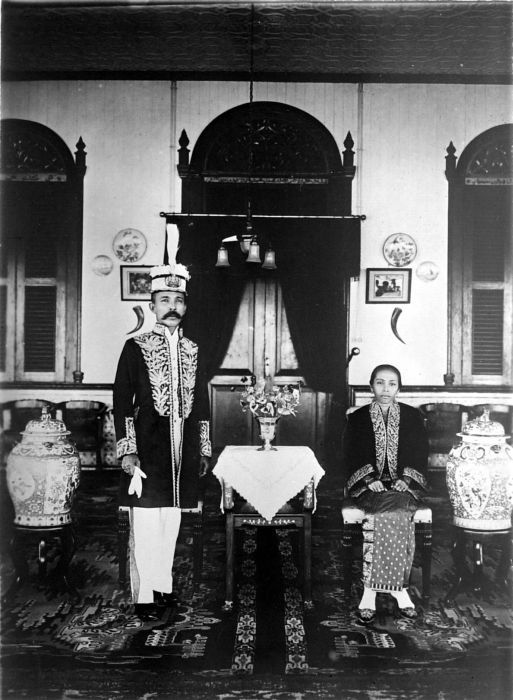
Le sultan de Bulungan (vers 1940)

## Administration
Il est divisé en dix kecamatans :
- Peso
- Peso Hilir
- Tanjung Palas
- Tanjung Palas Barat
- Tanjung Palas Utara
- Tanjung Palas Timur
- Tanjung Selor
- Tanjung Palas Tengah
- Sekatak
- Bunyu

## Biodiversité

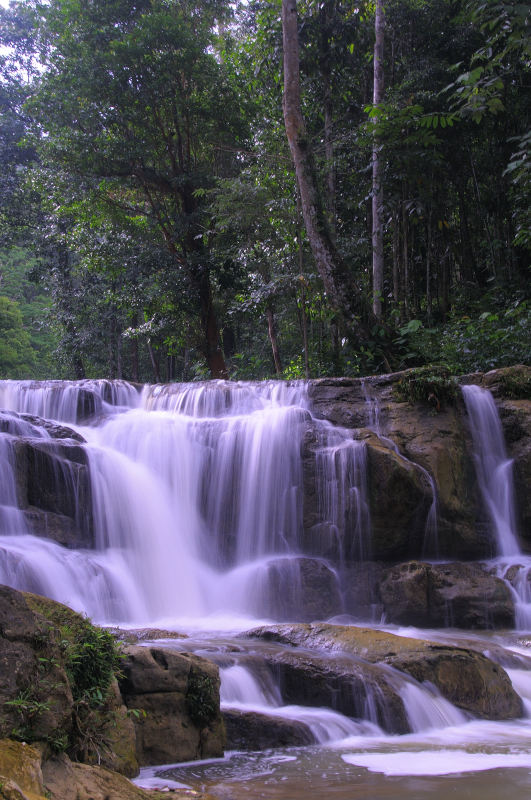
Chute d'eau près de Tanjung Selor

Le parc national de Kayan Mentarang, d'une superficie de 1 360 050 hectares, est à cheval sur le kabupaten de Bulungan et de Malinau.